# Kępki żółte
Kępki żółte, in. żółtaki (łac. xanthoma) – żółtawe zmiany grudkowe umiejscowione najczęściej w okolicach powiek (xanthelasma), związane z odkładaniem cholesterolu w skórze.
Występują między innymi w pierwotnym zapaleniu dróg żółciowych i w stanach hipercholesterolemii rodzinnej.
Mnogie kępki żółte określa się jako żółtakowatość (ksantomatozę).